# Keokee
Keokee é uma Região censo-designada localizada no estado norte-americano de Virginia, no Condado de Lee.

## Demografia
Segundo o censo norte-americano de 2000, a sua população era de 316 habitantes.

## Geografia
De acordo com o United States Census Bureau tem uma área de
11,2 km², dos quais 11,2 km² cobertos por terra e 0,0 km² cobertos por água. Keokee localiza-se a aproximadamente 661 m acima do nível do mar.

## Localidades na vizinhança
O diagrama seguinte representa as localidades num raio de 16 km ao redor de Keokee.